# Tadeusz Woźniak
Tadeusz Jacek Woźniak (Kutno; 15 de Janeiro de 1960 — ) é um político da Polónia. Ele foi eleito para a Sejm em 25 de Setembro de 2005 com 5396 votos em 11 no distrito de Sieradz, candidato pelas listas do partido Prawo i Sprawiedliwość.